# Upplands runinskrifter 944
Upplands runinskrifter 944 är ett vikingatida runstensfragment av granit i Uppsala, Uppsala och Uppsala kommun. Stenens höjd är 1,14 meter och dess bredd 0,9 meter. Stenen hittades 1943 vid grävning i schaktmaterial i Tunaberg. Schaktjorden kom från centrala staden och var stenen kom ifrån från början går inte att veta. Det finns murbruksrester på den, vilket innebär att den har använts som byggnadsmaterial. Möjligt är att fragmentet, likt många andra runstensfynd, kommer från klosterområdet i Uppsala. Runstensfragmentet förvaras i Upplands Fornminnesförenings samlingar.

## Inskriften
Translitterering av runraden:
trusboi ' u... ...- stin ' eftʀ ' kiula ' faþur ' s... ...
Normalisering till runsvenska:
Drosboi o[k] ... stæin æftiʀ Kiula(?), faður s[inn] ...
Översättning till nusvenska:
Drosboe och ... stenen efter kiula, sin fader ...
Båda de bevarade mansnamnen i inskriften är sällsynta: Drosboe är känt från U 216, kiula finns på Sö 48 i nominativ form kiuli— Gylli, kortnamn till mansnamnet Guðlœifʀ. Det kan också vara kortnamn till otolkade mansnamn, som kiulakr U 42, giulakr U 287, kiula- Sö 329 , kiulak Ög 20.